# کاپش
کاپش (انگلیسی: Kapsch) شرکت فناوری اطلاعات اتریشی است، که در سال ۱۸۹۲ تأسیس شد.